# Оса Харалдсдотир от Агдер
Оса Харалдсдотир от Агдер (на старонорвежки: Åsa Haraldsdatter) е полулегендарна норвежка кралица на едно от многобройните малки кралства на име Агдер, съпруга на Гюдрьод Ловеца и майка на Халвдан Черния.

## Сага
Според скандинавските саги тя е отвлечена от Гюдрьод Ловеца и насила омъжена за него. След като баща ѝ, конунга Харалд Рижата брада, отказва да му даде дъщеря си за жена, Гюдрьод решава да я вземе насила. Една нощ той напада с хората си владенията на Харалд и в последвалата битка благодарение на численото си превъзходство успява да удържи победа. Харалд Рижата брада и сина му са убити, а Оса е отвлечена заедно с богата плячка. По-късно тя му ражда син Халвдан Черния, но му отмъщава като наема убиец, който пробожда пияния след един пир Гюдрьод. Това ставо ок. 810 г., когато Халвдан е само на годинка. След като изпълнява отмъщението си, Оса взема сина си и заминава за Агдер, където и остава. Халвдан Черния е отгледан в Агдер, а когато порасва, се връща в бащините си земи и си ги разделя заедно с по-големия си брат от първия брак на баща му – Олаф.